# Luciano Manuzzi
Luciano Manuzzi (Cesena, 26 de enero de 1952) es un director de cine y guionista italiano.

## Biografía
Manuzzi debutó como director en 1982 con Sconcerto Rock, en la que usó una banda sonora interpretada por Gianna Nannini. Ese mismo año ganó el Premio David de Donatello como mejor director nuevo por el filme Fuori stagione. Desde entonces ha dirigido otras producciones para cine y televisión, incluyendo el quinto episodio de la película Sposi (1987), Sabato italiano (1992), I pavoni (1994), La tenda nera (1996), Lui e lei (1998), Il coraggio di Angela (2008) , Gli ultimi del Paradiso (2010) y Le due leggi (2014).

## Filmografía

### Cine
- Sconcerto Rock (1982)
- Fuori stagione (1982)
- Sposi, quinto episodio (1987)
- Sabato italiano (1992)
- I pavoni (1994)
- La tenda nera (1996)

### Televisión
- Lui e lei (1998)
- Chi siete venuti a cercare (2006)
- Il coraggio di Angela (2008)
- Gli ultimi del Paradiso (2010)
- Mister Ignis - L'operaio che fondò un impero (2014)
- Le due leggi (2014)
- Io ci sono (2016)[4]
- Tutto il giorno davanti (2020)